# Rondibilis pedongensis
Rondibilis pedongensis är en skalbaggsart som beskrevs av Stefan von Breuning 1961. Rondibilis pedongensis ingår i släktet Rondibilis och familjen långhorningar. Inga underarter finns listade i Catalogue of Life.